# Аль-Мутеваккіль
Аль-Мутеваккіль (* 822—11 грудня 861) — 10-й володар багдадського халіфату в 847—861 роках. Його тронне ім'я перекладається як «Той, хто покладається на Бога». Повне ім'я — Абу'л-Фадл Джа'фар ібн-мухаммед аль-Мутасім аль-Мутеваккіль Алаллах.

## Життєпис
Походив з династії Аббасидів. Син майбутнього халіфа аль-Мутасіма та хорезмійки Шуджи. Народився у 822 році у Багдаді. Про його освіту та будь-яку діяльність у молоді роки нічого невідомо. Вперше з'являється після смерті брата аль-Ватіка.
У 847 році після раптової смерті халіфа аль-Ватіка Джа'фар зумів при підтримці тюркської гвардії домогтися влади в обхід сина попередника. Він прийняв ім'я аль-Мутеваккіль. Новий халіф почав з перевірки ведення справ в халіфаті і запроторив до в'язниці впливових сановників попередника на чолі з візиром Мухаммеда ібн аль-Зайята, якого було страчено. Водночас намагався обмежити вплив тюркської гвардії, утворивши загони з нубійців. У 848 році було відправлено в хадж хаджиба і голову тюркської гвардії Ітаха, але в дорозі того схоплено, а потім страчено.
При цьому халіф змінив релігійну політику. Так, він скасував всі дебати щодо Корану. Доволі швидко при дворі набрали сили фанатичні хадисити та улеми, яких аль-Мутеваккіль на відміну від попередників не контролював та не обмежував у діях. У 848 році розпочалося будівництво Великої мечеті Самарри (було завершено у 852 році, натепер частина Світової спадщини ЮНЕСКО). У 849 році оголосив старшого сина Мухаммеда спадкоємцем трону.
У 850 році він відновив розпорядження про відзнаки (жовті каптур і пояс), які повинні були носити на одязі християни і юдеї. За наказом халіфа в Багдаді було знищено 2 церкви. Також за наказом аль-Мутеваккіля почалося жорстоке переслідування шиїтів, мечеті яких було знищено. У 851 році догмат про створення Корану, підтриманий халіфом ал-Мамуном, було визнаний єрессю, а верховного каді Ахмеда ібн Абу Дуада (прихильника мутазилізму) — зміщенj з посади. Також було скасовано міхну — випробування віри для факігів (правознавців), яке полягало в тому, що благочестя підтверджувалося визнанням створення Корану. Заборонялося поклоніння святим, усі прощі, окрім хаджжу до Мекки.
У 851 році повстали вірмени, яких підтримав Ісхак ібн Ісмаїл, емір Тифліса. Проте у 852 році війська халіфа придушили це повстання, спаливши Тифліс. Того ж року візантійських флот вплюндрував узбережжя дельти Нилу. У 854 році почалося повстання в Сирії, центром якого стало місто Хомс. Лише у 855 році вдалося його придушити. У 855—856 роках вирувало повстання у Верхньому Єгипті, яке лише за допомогою додаткових сил вдалося подавити. У 856 році підтверджено мирний договір з Візантійською імперією. При цьому фактично повністю незалежними стали Аглабіди (володіли Туніс, Триполітанією, Сицилією), Тулуніди (володіли Єгиптом), зміцнили своє становище Тахіриди в північному та східному Ірані, Марвеннахрі.
Потім халіф запросив з Мерву Мухаммеда ібн Абдаллаха, який належав до Тахіридів, на посаду валі Багдада і Ірака. Мухаммед передав управління провінцією брату і з'явився до місця призначення. У 860 році халіф переселився в новий палац, названий на його імені Джафарійєю. Але, змінивши порядок спадкування на користь молодшого сина Зубайра, халіф спровокував палацовий заколот, який очолили один з військовиків-мамлюків — Васіф аль-Фат, у якого халіф мав намір конфіскувати майно. Халіфа було вбито в 861 році. Новим володарем став старший син аль-Мунтасір.

## Характер
Відомий своїм дивними вчинками, екзальтованістю. Так, наказавши влаштувати великий бенкет, аль-Мутеваккіль наказав, щоб усе було жовтим: одяг на гостях, волосся — у танцівниць, їжа, посуд, вода у фонтанах. При цьому відрізнявся жорстокістю до ворогів, інтриганів та крадіїв.

## Родина
- Мухаммед (837—862), 11-й халіф у 861—862 роках
- Талха (842—891), регент халіфату у 870-=891 роках
- Ахмад (842—892), 15-й халіф у 870—892 роках
- Зубайр (847—869), 13-й халіф у 866—869 роках
- аль-Муайяд (д/н—866)